# Pilecki-Park

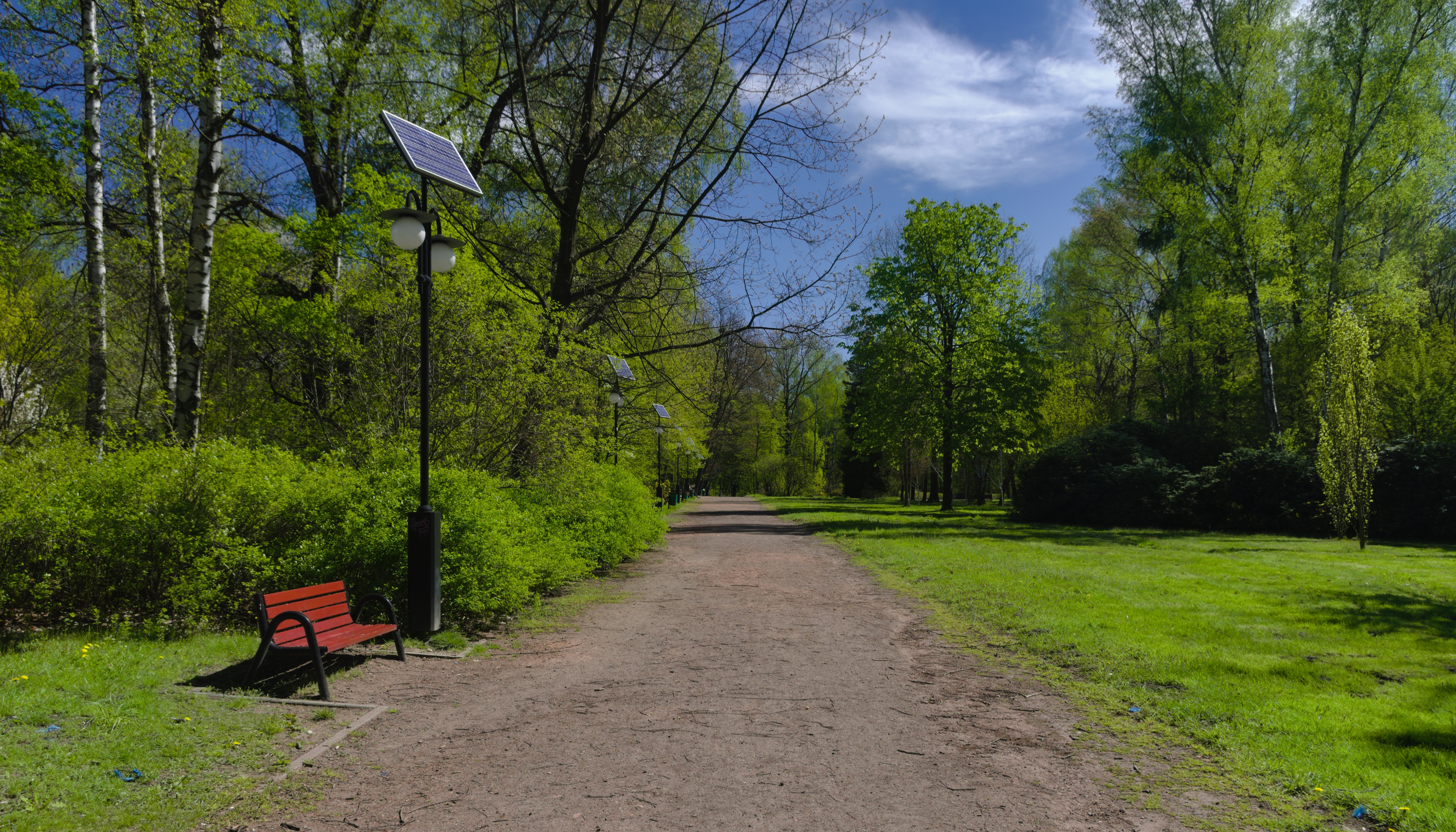
Pilecki-Park (2021)

Der Pilecki-Park (bis 1945: Steinhoffpark, polnisch: Park im. Rotmistrza Witolda Pileckiego) befindet sich im Süden der Stadt Zabrze (deutsch Hindenburg O.S.). Der Park ist umgeben von Waldflächen und besitzt 79 Baum- und Straucharten. Im Park wachsen drei Roteichen (Quercus rubra), die Schätzungen nach 120 bis 150 Jahre alt sind.
Der Park wurde zwischen Zaborze und Paulsdorf als Volks- und Sportpark durch den Direktor der Königin-Luise-Grube Walter Steinhoff (1872–1923) für die Gemeinde Zaborze angelegt. Später wurde der Park nach seinem Gründer Steinhoff-Park benannt. Am 29. Juni 1924 wurde ein Denkmal für Walter Steinhoff enthüllt.
Nach 1945 wurde der Park in park im. Gen. Karola Świerczewskiego umbenannt und ein Denkmal für Świerczewski aufgestellt. Das Steinhoff-Denkmal wurde zerstört. An einem der Eingänge zum Park wurden zwei Löwenskulpturen von Schadow aufgestellt, die vermutlich aus Gleiwitz stammten. Im Dezember 2008 wurde der Park nach Witold Pilecki in park im. Rotmistrza Witolda Pileckiego umbenannt. Im September 2010 wurde ein Denkmal für Witold Pilecki aufgestellt.